# Frosinone Calcio
El Frosinone Calcio és un club de futbol d'Itàlia, de la ciutat de Frosinone, província de Frosinone, a la regió del Laci. Va ser fundat el 1906 i refundat el 1990 amb l'actual denominació. La temporada 2015-16 va jugar per primera vegada en la seva història en la Serie A.

## Història
El Frosinone es va fundar el 1906. El 1990, després d'ascendir amb molt sofriment a la Sèrie C1, el club va ser cancel·lat per problemes financers i després de ser refundat, va començar a jugar en la Sèrie D. El 1994, encara que no va quedar en zona d'ascens la FIGC li va deixar entrar en la C2 perquè havia sobrat una vacant. El 1999 va tornar a descendir a la D després de playoffs. El 2001 va tornar a la sèrie C2. El 2003 Maurizio Stripe va comprar el club i a l'any següent va ascendir a la C1.
El 2005 el Frosinone va perdre els playoffs per entrar en la B però a l'any següent va finalitzar segon en la taula, solament després del SSC Napoli. Així va poder ascendir a la B i en el seu primer any en aquesta categorìa, el club va comprar jugadors de renom com Massimo Margiotta, Lodi, Francesco Carbone, Cannarsa, Lucas Roberto Rimoldi, Fabio di Venanzio i Andrea Mengoni. El 16 de maig de 2015 el club aconsegueix l'anhelat ascens i després de 87 anys d'història juga per primera vegada en la Serie A.

## Uniforme
- Uniforme titular: Samarreta groga amb vius blaus, pantalons i mitges grogues.
- Uniforme alternatiu: Samarreta blava amb vius grocs, pantalons i mitges blaves.